# Hedychrum
Hedychrum is een geslacht van vliesvleugelige insecten van de familie Goudwespen (Chrysididae).

## Soorten
- H. aureicolle Mocsary, 1889
- H. chalybaeum Dahlbom, 1854
- H. cholodkovskii Semenov, 1967
- H. gerstaeckeri Chevrier, 1869
- H. longicolle Abeille de Perrin, 1877
- H. luculentum Forster, 1853
- H. mavromoustakisi Trautmann, 1929
- H. micans Lucas, 1849
- H. mithras Semenov, 1967
- H. niemelai Linsenmaier, 1959
- H. nobile

Juweelwesp (Scopoli, 1763)
- H. rufipes Du Buysson, 1893
- H. rutilans Dahlbom, 1854
- H. semiviolaceum Mocsáry, 1889
- H. tobiasi Kilimnik, 1993
- H. virens Dahlbom, 1854
- H. viridilineolatum Kilimnik, 1993